# جائزة الأكاديمية الوطنية للعلوم في علم الأحياء الخلوي
جائزة الأكاديمية الوطنية للعلوم في علم الأحياء الخلوي هي جائزة في علم الأحياء الجزيئي تأسست عام 1962، وتمنحها الأكاديمية الوطنية الأمريكية للعلوم سنويّاً لعالم شاب من مواطني الولايات المتحدة الأمريكيّة نظير اكتشاف حديث بارز في البيولوجيا الجزيئية.

## الحاصلون على الجائزة
| السنة | اسم الفائز بالجائزة                | سبب الفوز بالجائزة |
| ----- | ---------------------------------- | --- |
| 1962  | مارشال نيرنبرغ                     | لدراساته عن الآليات الجزيئية للتخليق الحيوي للبروتين. |
| 1963  | ماثيو ميسيلسون                     | لدوره الريادي في تطوير وتطبيق طرق قياس انتقال المعلومات الوراثية في الخلية. |
| 1964  | تشارلز يانوفسكي                    | لإنجازاته في إظهار كيفية إحداث التغييرات في الجين تغييرات في طريقة صنع البروتين في الجسم. |
| 1965  | روبرت ستيوارت إدغار                | لتطويره وتطبيقه لطريقة الطفرات المميتة المشروطة لتحليل التحكم الجيني في تكوين التشكل على المستوى الجزيئي. |
| 1966  | نورتون د. زيندر                    | لاكتشافه عاثيات الحمض النووي الريبي ، فئة جديدة من الفيروسات التي تهاجم البكتيريا ، والتي وفرت للباحثين طريقة ذات قيمة عالية ومريحة لدراسة العمليات الأساسية في جميع الخلايا الحية. |
| 1967  | روبرت و. هولي                      | لتوضيحه للتسلسل الكامل للنيوكليوتيدات في جزيء الحمض النووي الريبي القابل للذوبان. |
| 1968  | والتر غيلبرت                       | لدراساته التي ساهمت في فهم الآليات التنظيمية العاملة في التحكم الجيني لتخليق البروتين. |
| 1969  | وليام ب. وود                       | لتشريحه الجيني لآلية تجميع جسيم الفيروس البكتيري وإعادة بناء الفيروس في المختبر. |
| 1970  | أ. ديل كايزر                       | لاكتشافه أن الحمض النووي النقي للاقم لامدا يمكن أن يصيب الخلايا البكتيرية الحساسة وينتج ذرية ، ولتأثير هذا الاكتشاف على مجال علم الوراثة الفيروسي البكتيري بأكمله. |
| 1971  | ماساياسو نومورا                    | لدراساته حول بنية ووظيفة الريبوسومات ومكوناتها الجزيئية. |
| 1972  | هوارد م. تيمين                     | لعمله الذي أدى إلى اكتشاف النسخ العكسي. |
| 1973  | دونالد د. براون                    | لدراساته حول بنية وتنظيم وتطور الجينات في الحيوانات، ولا سيما الجينات التي تحدد الحمض النووي الريبي الريبوسومي. |
| 1974  | ديفيد بالتيمور                     | لقيادته المتميزة في أبحاث الفيروسات، ولاكتشافاته المتعلقة بالتكاثر والإنزيمات لفيروسات الحمض النووي الريبي التي طورت علم البيولوجيا الجزيئية بشكل كبير. |
| 1975  | بروس ألبرتس                        | لعزله البروتينات اللازمة لتكرار الحمض النووي وإعادة التركيب الجيني، وتوضيح كيفية تفاعلها مع الحمض النووي. |
| 1976  | دانيال ناثانس                      | لاستخدامه المبتكر للأدوات البيولوجية الجزيئية والخلوية لتحليل جينوم فيروس الورم. |
| 1977  | آرون جيه شاتكين                    | لمساهماته في فهم الحمض النووي الريبي المرسل في حقيقيات النوى والفيروسات والخلوية. |
| 1978  | غونتر بلوبيل                       | لتوضيح آليات مرور البروتينات المُفرزة إلى الأغشية وعبرها. |
| 1979  | مارك بتاشني                        | لإسهاماته البارزة في فهمنا لتنظيم الجينات من خلال دراسات فيروس لامدا. |
| 1980  | فيليب أ. شارب                      | لمساهماته الرائدة والمستمرة في فهمنا للتكوين الحيوي للحمض النووي الريبي المرسال في خلايا الثدييات. |
| 1981  | رونالد و. ديفيس، وجيرالد فينك      | لمساهماتهما البارزة في البيولوجيا الجزيئية لحقيقيات النوى البسيطة، كما فتح كلاهما آفاقًا للتحليل الجيني من خلال تطوير طرق جديدة، ولا سيما تطوير واستخدام الاستنساخ الجزيئي في الخميرة. |
| 1982  | جوان أ. ستيتز                      | للمساهمة في فهمنا لكيفية التعرف على جزيئات الحمض النووي الريبي بواسطة الإنزيمات واكتشاف الأدوار التي تلعبها جزيئات البروتين النووي الصغيرة في معالجة الحمض النووي الريبي. |
| 1983  | جيمس ك. وانغ                       | لدراساته البارعة للخصائص الطوبولوجية للحلزون المزدوج للحمض النووي، واكتشافه لفئة مهمة من الإنزيمات المعروفة باسم DNA topoisomerases. |
| 1984  | جيفري م كوبر، وروبرت أ. واينبرغ    | لإسهاماتهما في تحديد وتوصيف الجينات الورمية الخلوية للأورام البشرية والحيوانية، وبالتالي توفير رؤى أساسية حول آليات التسرطن. |
| 1985  | جيرالد م.روبن، وألان ك. سبرادلينج  | لإسهاماتهما في إضافة بُعد جديد لعلم الوراثة حقيقية النواة وعلم الأحياء التطوري من خلال تطوير طريقة لإدخال الجينات المستنسخة ودمجها بشكل ثابت في الخلايا الجرثومية لذبابة الفاكهة الحية. |
| 1986  | روبرت ج. رويدر                     | لدراساته الرائدة لبوليميرات الحمض النووي الريبي حقيقية النواة والعوامل التي تنظم نشاطها. |
| 1987  | توماس ر. تشيك                      | لاكتشافه المذهل للتضفير الذاتي المحفز للحمض النووي الريبي، وتحليله كيمياء تفاعلات الحمض النووي الريبي RNA المحفزة. |
| 1988  | روبرت هورفيتز                      | لمساهمات كبيرة في التحليل الجيني لتطور أنساب الخلايا في الديدان الخيطية. |
| 1989  | كيوشي ميزوتشي                      | لإحداث تقدم ملحوظ في فهمنا للتبديل وأشكال أخرى من إعادة التركيب الجيني. |
| 1990  | إليزابيث هـ. بلاكبيرن              | لاكتشافها طبيعة الحمض النووي في نهايات الكروموسومات حقيقية النواة والإنزيم الضروري لإكمال تكرار الكروموسومات. |
| 1991  | ستيفن ماكنايت، وروبرت تجيان        | لإسهاماتهما في تعزيز فهمنا لتنظيم النسخ من خلال ابتكار استراتيجيات جديدة، وتطبيق الكيمياء الحيوية الذكية للكشف عن الآليات الأساسية الكامنة وراء التعبير الجيني وتطويره. |
| 1992  | بروس س. بيكر، وتوماس و. كلاين      | لاستخدامهما الإبداعي لعلم الوراثة والبيولوجيا الجزيئية لتحديد كيفية تحديد الجنس في ذبابة الفاكهة. أظهرت تجاربهم كيف يمكن لنسبة الكروموسومات الجنسية إلى الجسيمات الذاتية أن تبدأ مسارًا تنظيميًا جديدًا يتضمن معالجة الحمض النووي الريبي.                                                                       |
| 1993  | بيتر س. كيم                        | لأبحاثه الاستكشافية في البيولوجيا الهيكلية، والتي أوضحت كلاً من مسار طي البروتين وآليات التعرف على الجزيئات الكبيرة. |
| 1994  | جيرالد ف. جويس، وجاك و. زوستاك     | للتطويرهما المستقل لمحفزات الحمض النووي الريبي في المختبر. أنتج عملهما إنزيمات الحمض النووي الريبي بخصائص جديدة ، مع إلقاء الضوء على نظرتنا إلى الانتقاء الطبيعي. |
| 1995  | دانيال إ. غوتشلينغ                 | لتوضيح العلاقة بين نهايات كروموسومات الخميرة وإسكات النسخ من خلال التجارب الذكية متناهية البساطة. |
| 1996  | مايكل س. ليفين                     | لمساهماته الثاقبة الرائدة في فهمنا لشبكات تنظيم الجينات والآليات الجزيئية التي تحكم تطور الكائنات الحية بخطة جسم مجزأة. |
| 1997  | ريتشارد إتش شيلر، وتوماس ك. سودهوف | لابتكارهم تجارب ذكية لحل المكونات الجزيئية المسؤولة عن التحكم في إطلاق حويصلة الناقل العصبي والتواصل الكيميائي داخل الجهاز العصبي. |
| 1998  | فيليب بيتشي                        | لدراساته حول المورفوجين النمائي ومعالجته وبنيته وعلاقة تساهمية مع الكوليسترول. |
| 1999  | كليفورد تابين                      | لمساهماته في تحليل الجينات التي تنشئ أنماطًا غير متماثلة للجسم وتتحكم في نمو الأطراف في الفقاريات. |
| 2000  | باتريك أ. براون                    | لقيادته الفكرية في علم الجينوم الوظيفي، وعلى الأخص تطوير نظام ميكروأري للحمض النووي يمكن الاعتماد عليه ويمكن الوصول إليه لقياس التعبير الجيني على مستوى الجينوم. |
| 2001  | إيرين ك.أوشي                       | لمساهماته في فهمنا لنقل الإشارة، وتنظيم حركة البروتين داخل وخارج النواة، وكيف تتحكم الفسفرة في نشاط البروتين. |
| 2002  | ستيفن ج. إليدج                     | لمساهماته المبتكرة في طليعة مجال نقاط تفتيش دورة الخلية وتوضيحه للمسارات والآليات المشاركة في استجابات تلف الحمض النووي. |
| 2003  | أندرو ز. فاير، وكريج ك. ميلو       | لاختراعهما طرق لتعطيل الجينات عن طريق تدخل الحمض النووي الريبي، والمساعدة في توضيح الآلية الأساسية والوظيفة البيولوجية. |
| 2004  | شياودونغ وانغ                      | لدراساته البيوكيميائية لموت الخلايا المبرمج والتي حلت المسار الجزيئي المؤدي داخل وخارج الميتوكوندريا. |
| 2005  | ديفيد بارتل                        | لاكتشافاته حول ذخيرة الحمض النووي الريبي التحفيزي، وتحليل جينات الحمض النووي الريبي الدقيقة وأهدافها. |
| 2006  | رونالد بريكر، وتينا م. هينكين      | لإنشاءهما طريقة جديدة لتنظيم التعبير الجيني حيث تنظم المستقلبات نشاط مساراتها المماثلة من خلال الارتباط المباشر بالـmRNA. |
| 2007  | جريجوري جيهانون                    | لتوضيح المحرك الأنزيمي لتداخل الحمض النووي الريبي. |
| 2008  | أنجيليكا آمون                      | لدراساتها الرائدة التي قدمت نظرة ثاقبة لآلية العملية المركزية للفصل الكروموسوم وتنظيم الفصل. |
| 2009  | ستيفن بيل                          | لدراساته الرائدة وإلقاء الضوء على آليات تكرار الحمض النووي في الخلايا حقيقية النواة. |
| 2010  | جيني تي لي                         | لتقديم مساهمات فريدة في فهمنا للتنظيم اللاجيني على نطاق عالمي باستخدام تعطيل الكروموسوم إكس، بما في ذلك دور الأحماض النووية الريبية الطويلة غير المشفرة، والتفاعلات بين الكروموسومات ، والتجزئة النووية. |
| 2011  | جيمس م. بيرغر                      | لتوضيح هياكل الإيزوميراز العلوي والهليكازات وتقديم نظرة ثاقبة للآليات الكيميائية الحيوية التي تتوسط في تكرار ونسخ الحمض النووي. |
| 2012  | زيجيان جيمس تشين                   | لاستخدامه الإبداعي للكيمياء الحيوية الأنيقة في توضيح الدور غير المتوقع للبوليوبيكويتين في سلسلة إشارات كيناز المهمة للسرطان والمناعة وفي اكتشاف رابط جديد بين المناعة الفطرية وبروتين غشاء الميتوكوندريا الذي يشكل بوليمرات تشبه البريون لتحفيز الاستجابات المضادة للفيروسات.                                |
| 2013  | سو بيجينز                          | لعزله معقد الحركية الوظيفية وتوصيفه في المختبر، ولاستخدام هذا النظام لاستكشاف وظيفة الكاينتوكور. |
| 2014  | ديفيد م. ساباتيني                  | لاكتشافه مكونات ومنظِّمات مسار كيناز mTOR وتوضيحه للأدوار المهمة لمسار الإشارات هذا في استشعار المغذيات وعلم وظائف الأعضاء الخلوي والسرطان. |
| 2015  | شياووي تشوانغ                      | لتطوير طريقة الفحص المجهري عالية الدقة (STORM) التي تتيح دقة المقياس الجزيئي عن طريق تجاوز حد الانعراج الذي يحتوي على الفحص المجهري للضوء لفترة طويلة، كما قامت بتطوير الأصباغ الفلورية القابلة للتحويل الضوئي، والتي جعلت من هذه الطريقة أداة قوية وحاسمة في العديد من مجالات البحث البيولوجي وعلم الأعصاب. |
| 2016  | ديان ك.نيومان                      | لاكتشافها الآليات الميكروبية الكامنة وراء العمليات الجيولوجية، وبالتالي إطلاق مجال علم الأحياء الدقيقة الجزيئي وتحويل فهمنا لكيفية تطور الأرض. |
| 2017  | رودولف بارانجو                     | لاكتشافه البارز أن البكتيريا لديها أجهزة مناعية تكيفية، وعمله الرائد في حفز التلاعب بمسار كريسبر-كاس 9 لهندسة الجينوم. |
| 2018  | هوارد واي تشانغ                    | لاكتشافه الحمض النووي الريبي الطويل غير المشفر واختراع التقنيات الجينومية. |
| 2019  | ديفيد رايش                         | لاستخدامه الإبداعي للبيولوجيا الجزيئية في تتبع الهجرات البشرية القديمة، وكشف كيف شكلت الخلائط السكانية الإنسان الحديث، وإلقاء الضوء على عوامل خطر الإصابة بالأمراض عبر السكان. |
| 2020  | هاشم الهاشمي                       | لدراساته الرائدة حول وظيفة الرنا، والدنا على المستوى الذري. |